# Тюменский район
Тюме́нский райо́н — административно-территориальная единица (район) и муниципальное образование (муниципальный район) в Тюменской области России.
Административный центр — город Тюмень (в состав района не входит).

## География
Площадь района — 3689 км².
По территории района протекают реки Тура — 260 км, Пышма — 150 км. Всего в районе 26 малых рек, наиболее крупные: Балда — 78 км, Цинга и Дуван — 29 км, Ахманка — 25 км, Кармак и Карга — 15 км.
Наиболее крупные озёра: Андреевское, Айгинское, Вайволыкуль, Янтыково, Большой Нарык.

## Население
| 1939     | 1959     | 1970     | 1979     | 1989     | 2002     | 2009     | 2010     | 2011     |
| -------- | -------- | -------- | -------- | -------- | -------- | -------- | -------- | -------- |
| 39 806   | ↗45 841  | ↗61 593  | ↗85 314  | ↗87 272  | ↗93 248  | ↗93 352  | ↗107 175 | ↗107 269 |
| 2012     | 2013     | 2014     | 2015     | 2016     | 2017     | 2018     | 2019     | 2020     |
| ↗108 972 | ↗110 861 | ↗113 250 | ↗115 838 | ↗117 986 | ↗118 123 | ↗118 965 | ↗123 720 | ↗127 337 |
| 2021     | 2024     | 2025     |          |          |          |          |          |          |
| ↗137 329 | ↗143 580 | ↗146 134 |          |          |          |          |          |          |

### Национальный состав
78 % — русские, более 13 % — татары, примерно по 2 % — украинцы, немцы и представителей других национальностей.

## История
Тюменский район образован на основании постановлений ВЦИК от 3 и 12 ноября 1923 года в составе Тюменского округа Уральской области из Бухарской, Кашегальской, Городовой, Заводоуспенской, Троицкой, Тугулымской, Успенской, Фоминской, Червишевской, Яровской, части Богандинской и части Каменской волостей Тюменского уезда Тюменской губернии.
В район вошло 40 сельсоветов: Акияровский, Аманадский, Антипинский, Балдинский, Богандинский, Головинский, Гусевский, Ембаевский, Зайковский, Заводоуспенский, Зырянский, Каменский, Каскаринский, Княжевский, Комаровский, Мальковский, Мальцевский, Марайский, Меседовский, Миягинский, Новоюртовский, Онохинский, Островский, Ошкуковский, Переваловский, Пискулинский, Скородумский, Тарманский, Тугулымский, Успенский, Утешевский, Цепошниковский, Червишевский, Чикчинский, Юшковский, Яровский.
17 июня 1925 года — из упразднённого Покровского района переданы Борковский и Созоновский сельсоветы. Из Нижнетавдинского района передан Тюнёвский сельсовет.
17 июня и 30 сентября 1925 года — в образованный Тугулымский район переданы Заводоуспенский, Лучинкинский, Мальцевский, Меседовский, Островский, Ошкуковский, Пискулинский, Скородумский, Тугулымский, Цепошниковский и Юшковский сельсоветы. Передача Зырянского сельсовета предусматривалась постановлением президиума Уралоблисполкома от 30 сентября 1925 года, но фактическине состоялась. Постановлением от 30/31 декабря 1925 года он был передан обратно в Тюменский район.
30/31 декабря 1925 года — образован Муллашёвский сельсовет.
21 января 1926 года — Головинский сельсовет переименован в Княжевский, Зайковский — в Букинский, Княжевский — в Луговской, Марайский — в Киёвский.
28 июля 1926 года — образованы Головинский и Другановский сельсоветы.
15 сентября 1926 года — Тюнёвский сельсовет переименован в Глубоковский.
10 июня 1931 года — из упразднённого Липчинского района переданы Бухтальский, Салаирский, Спасский и Речкинский сельсоветы.
20 июня 1933 года — район упразднён. Его территория присоединяется к Тюменскому горсовету, хотя в документах он продолжает именоваться городским районом, либо просто районом. Аманадский и Киёвский сельсоветы переданы в Ялуторовский район. Из Слободотуринского района передан Ахманский сельсовет.
17 января 1934 года — г. Тюмень с пригородной зоной входит в состав Обско-Иртышской области.
7 декабря 1934 года — г. Тюмень с пригородной зоной входит в состав Омской области.
25 января 1935 года — в образованный Велижанский район переданы Ахманский, Бухтальский, Глубоковский, Миягинский, Спасский и Тарманский сельсоветы.
20 февраля 1936 года — Балдинский сельсовет переименован в Мичуринский.
1936-1938 годы — упразднён Речкинский сельсовет.
4 августа 1938 года — район образован вновь. В его состав вошёл 31 сельсовет: Акияровский, Антипинский, Богандинский, Борковский, Букинский, Головинский, Гусевский, Другановский, Ембаевский, Зырянский, Каменский, Каскаринский, Княжевский, Комаровский, Кулаковский, Кулигинский, Кыштырлинский, Луговской, Мальковский, Мичуринский, Муллашёвский, Новоюртовский, Онохинский, Переваловский, Салаирский, Созоновский, Успенский, Утешевский, Червишевский, Чикчинский, Яровский.
19 сентября 1939 года — упразднены Другановский, Головинский, Кыштырлинский, Кулигинский сельсоветы. Из Ялуторовского района передан Аманадский сельсовет.
14 августа 1944 года передан в состав образованной Тюменской области.
22 декабря 1948 г. образован р.п. Винзили.
9 ноября 1949 г. образован р.п. Боровский.
17 июня 1954 г. упразднены Акияровский, Аманадский, Антипинский, Гусевский, Зырянский и Каскаринский сельсоветы.
28 июня 1956 г. упразднены Борковский, Муллашевский, Онохинский и Яровский сельсоветы.
23 июля 1959 г. упразднён Мичуринский сельсовет.
28 июня 1960 г. упразднён Новоюртовский сельсовет.
12 августа 1960 г. упразднён Луговской сельсовет.
28 апреля 1962 г. в состав района вошли Александровский, Бухтальский, Велижанский, Глубоковский, Миягинский и Тарманский сельсоветы, переданные из упразднённого Велижанского района.
16 августа 1962 г. упразднён Букинский сельсовет. Утешевский сельсовет переименован в Рощинский.
1 февраля 1963 г. образован Тюменский укрупнённый сельский район с включением в его состав упразднённых Нижнетавдинского и Ярковского районов.
4 января 1963 г. р.п. Боровский и р.п. Винзили переданы в адм. подчинение Тюменскому горсовету.
1 февраля 1963 г. упразднён Комаровский сельсовет.
4 марта 1964 г. в образованный Нижнетавдинский сельский район передано 20 сельсоветов.
17 декабря 1964 г. Созоновский сельсовет переименован в Борковский.
12 января 1965 г. сельский район преобразован в район и разукрупнён. В образованный Ярковский район отошли 16 сельсоветов.
6 января 1967 г. образован Луговской сельсовет. Каменский сельсовет упразднён.
28 сентября 1967 г. образован р.п. Богандинский. Богандинский сельсовет переименован в Пышминский.
29 октября 1970 г. образован Каскаринский сельсовет.
30 апреля 1971 г. образованы Антипинский, Березняковский и Каменский сельсоветы. Луговской сельсовет упразднён.
28 февраля 1975 г. образованы Новотарманский и Онохинский сельсоветы.
19 ноября 1975 г. образованы Горьковский и Созоновский сельсоветы.
20 августа 1976 г. Антипинский сельсовет передан в адм. подчинение Ленинскому райсовету г. Тюмени.
12 ноября 1979 г. образованы Матмасовский сельсовет и р.п. Мелиораторов.
4 апреля 1984 г. Матмасовский сельсовет передан в адм. подчинение Ленинскому райсовету г. Тюмени, р.п. Мелиораторов и Березняковский сельсовет — Центральному райсовету г. Тюмени, Рощинский сельсовет — Калининскому райсовету г. Тюмени.
5 ноября 1984 г. образован Муллашинский сельсовет.
28 марта 1987 г. образован Наримановский сельсовет.
6 июня 1990 г. образован Андреевский сельсовет.

## Муниципально-территориальное устройство
С 19 апреля 2019 года в Тюменском муниципальном районе 20 сельских поселений:
| №  | Сельское поселение                       | Административный центр       | Количество населённых пунктов | Население | Площадь, км2 |
| -- | ---------------------------------------- | ---------------------------- | ----------------------------- | --------- | ------------ |
| 1  | Богандинское муниципальное образование   | рабочий посёлок Богандинский | 4                             | ↗12 529   | 135,81       |
| 2  | Винзилинское муниципальное образование   | рабочий посёлок Винзили      | 6                             | ↘14 468   | 405,60       |
| 3  | Горьковское муниципальное образование    | село Горьковка               | 1                             | ↗3331     | 39,11        |
| 4  | Ембаевское муниципальное образование     | село Ембаево                 | 4                             | ↗7655     | 27,41        |
| 5  | Каменское муниципальное образование      | село Каменка                 | 5                             | ↗2974     | 233,98       |
| 6  | Каскаринское муниципальное образование   | село Каскара                 | 4                             | ↗13 594   | 616,17       |
| 7  | Кулаковское муниципальное образование    | село Кулаково                | 2                             | ↗5490     | 86,77        |
| 8  | Мальковское муниципальное образование    | село Мальково                | 4                             | ↘2719     | 112,76       |
| 9  | Московское муниципальное образование     | посёлок Московский           | 9                             | ↗17 561   | 112,66       |
| 10 | Муллашинское муниципальное образование   | село Муллаши                 | 1                             | ↗1003     | 82,11        |
| 11 | посёлок Андреевский                      | посёлок Андреевский          | 1                             | ↗1975     | 86,82        |
| 12 | посёлок Боровский                        | рабочий посёлок Боровский    | 1                             | ↗19 972   | 122,90       |
| 13 | Наримановское муниципальное образование  | деревня Нариманова           | 1                             | →1144     | 46,95        |
| 14 | Новотарманское муниципальное образование | посёлок Новотарманский       | 4                             | ↘4058     | 80,97        |
| 15 | Онохинское муниципальное образование     | село Онохино                 | 2                             | ↗4794     | 98,05        |
| 16 | Переваловское муниципальное образование  | село Перевалово              | 5                             | ↗7536     | 140,77       |
| 17 | Салаирское муниципальное образование     | село Салаирка                | 1                             | ↗1181     | 150,78       |
| 18 | Успенское муниципальное образование      | село Успенка                 | 5                             | ↘4821     | 208,34       |
| 19 | Червишевское муниципальное образование   | село Червишево               | 8                             | ↘6144     | 524,32       |
| 20 | Чикчинское муниципальное образование     | село Чикча                   | 5                             | ↗4397     | 265,86       |

1 июня 2015 года муниципальное образование рабочий поселок Богандинский и Княжевское муниципальное образование были объединены в Богандинское муниципальное образование со статусом сельского поселения с административным центром в рабочем посёлке Богандинский.
19 апреля 2019 года муниципальное образование  посёлок Винзили и Нижнепышминское муниципальное образование были объединены в Винзилинское муниципальное образование со статусом сельского поселения, а Борковское и Созоновское были включены в Каскаринское муниципальное образование.

### Населённые пункты
В Тюменском районе 76 населённых пунктов:
| №  | Населённый пункт | Тип             | Население | Муниципальное образование |
| -- | ---------------- | --------------- | --------- | ------------------------- |
| 1  | Аманадское       | село            | 150       | Винзилинское              |
| 2  | Андреевский      | посёлок         | ↗1975     | посёлок Андреевский       |
| 3  | Богандинский     | рабочий посёлок | →11 627   | Богандинское              |
| 4  | Богандинское     | село            | ↗465      | Винзилинское              |
| 5  | Большие Акияры   | деревня         | 908       | Червишевское              |
| 6  | Борки            | село            | 1811      | Каскаринское              |
| 7  | Боровский        | рабочий посёлок | ↗19 972   | посёлок Боровский         |
| 8  | Вилижаны         | деревня         | 122       | Каскаринское              |
| 9  | Винзили          | рабочий посёлок | ↗14 103   | Винзилинское              |
| 10 | Головина         | деревня         | ↗349      | Онохинское                |
| 11 | Горьковка        | село            | ↗3331     | Горьковское               |
| 12 | Гужевое          | посёлок         | 32        | Успенское                 |
| 13 | Гусево           | село            | ↘313      | Московское                |
| 14 | Дербыши          | деревня         | ↘201      | Московское                |
| 15 | Друганова        | деревня         | 451       | Червишевское              |
| 16 | Дударева         | деревня         | ↗5023     | Московское                |
| 17 | Елань            | деревня         | 57        | Переваловское             |
| 18 | Ембаево          | село            | ↗3944     | Ембаевское                |
| 19 | Есаулова         | деревня         | 417       | Чикчинское                |
| 20 | Железный Перебор | деревня         | ↗305      | Винзилинское              |
| 21 | Зубарева         | деревня         | 222       | Переваловское             |
| 22 | Зырянка          | деревня         | 860       | Успенское                 |
| 23 | Источник         | посёлок         | ↗687      | Ембаевское                |
| 24 | Каменка          | село            | 1391      | Каменское                 |
| 25 | Каскара          | село            | ↗7467     | Каскаринское              |
| 26 | Княжево          | село            | 511       | Богандинское              |
| 27 | Коняшина         | деревня         | 36        | Каменское                 |
| 28 | Костылева        | деревня         | 61        | Червишевское              |
| 29 | Криводанова      | деревня         | 606       | Чикчинское                |
| 30 | Кулаково         | село            | 2346      | Кулаковское               |
| 31 | Кулига           | село            | 417       | Каменское                 |
| 32 | Кыштырла         | деревня         | 35        | Богандинское              |
| 33 | Леваши           | село            | 549       | Червишевское              |
| 34 | Луговое          | село            | 1654      | Кулаковское               |
| 35 | Малиновка        | деревня         | 306       | Успенское                 |
| 36 | Малые Акияры     | деревня         | 52        | Червишевское              |
| 37 | Мальково         | село            | 1585      | Мальковское               |
| 38 | Марай            | деревня         | 226       | Винзилинское              |
| 39 | Мичурино         | село            | 346       | Червишевское              |
| 40 | Молчанова        | деревня         | 285       | Новотарманское            |
| 41 | Московский       | посёлок         | ↗5730     | Московское                |
| 42 | Муллаши          | село            | ↗1003     | Муллашинское              |
| 43 | Нариманова       | деревня         | →1144     | Наримановское             |
| 44 | Насекина         | деревня         | 24        | Каменское                 |
| 45 | Новотарманский   | посёлок         | ↘3048     | Новотарманское            |
| 46 | Новотуринский    | посёлок         | 937       | Каскаринское              |
| 47 | Ожогина          | деревня         | →61       | Московское                |
| 48 | Онохино          | село            | ↗4445     | Онохинское                |
| 49 | Ошкукова         | деревня         | 230       | Мальковское               |
| 50 | Падерина         | деревня         | ↗749      | Московское                |
| 51 | Паренкина        | деревня         | 72        | Мальковское               |
| 52 | Патрушева        | деревня         | ↗3505     | Московское                |
| 53 | Перевалово       | село            | ↗3611     | Переваловское             |
| 54 | Песьянка         | деревня         | ↗16       | Богандинское              |
| 55 | Подъём           | посёлок         | 87        | Переваловское             |
| 56 | Посохова         | деревня         | ↘37       | Московское                |
| 57 | Пышма            | деревня         | 4         | Чикчинское                |
| 58 | Пышминка         | деревня         | 339       | Винзилинское              |
| 59 | Речкина          | деревня         | 67        | Каменское                 |
| 60 | Решетникова      | деревня         | 332       | Новотарманское            |
| 61 | Салаирка         | село            | ↗1183     | Салаирское                |
| 62 | Созоново         | село            | ↘1576     | Каскаринское              |
| 63 | Субботина        | деревня         | 267       | Мальковское               |
| 64 | Тураева          | деревня         | ↗745      | Ембаевское                |
| 65 | Туринский        | посёлок         | 101       | Новотарманское            |
| 66 | Успенка          | село            | ↗3699     | Успенское                 |
| 67 | Утешевский       | посёлок         | ↗230      | Московское                |
| 68 | Ушакова          | деревня         | 1252      | Переваловское             |
| 69 | Чаплык           | деревня         | 153       | Успенское                 |
| 70 | Червишево        | село            | ↗4085     | Червишевское              |
| 71 | Чёрная Речка     | деревня         | 98        | Червишевское              |
| 72 | Чикча            | село            | 1188      | Чикчинское                |
| 73 | Щербак           | село            | 296       | Каскаринское              |
| 74 | Якуши            | деревня         | 587       | Чикчинское                |
| 75 | Янтык            | деревня         | 645       | Каскаринское              |
| 76 | Яр               | село            | ↗1809     | Ембаевское                |

#### Упразднённые населённые пункты
В 2004 года деревня Фуфаева была присоединена к селу Луговое; упразднена деревня Знаменка.

## Достопримечательности
Памятники археологии федерального значения
- комплекс памятников на южном береге оз. Андреевское
- комплекс памятников — Молчановский могильник, Молчановское поселение
- комплекс памятников — Мысовские курганы, Мысовские поселение
- Айгинское городище

Особо охраняемые природные территории
- Региональные заказники:
  - Успенский (5 000 га)
  - Лебяжье (2 770 га)
- Региональные памятники природы:
  - Припышминские боры (316 га)
  - Козлов мыс (86 га)
  - Баяновский (466 га)
  - Ембаево (68 га)
  - Тополя (59 га)
  - Кулаково (28 га)
  - Червишевский (13 га)
  - Успенское (6 га)
  - Успенский-2 (44 га)
  - Каменское (5 га)